# Pleszewicze
Pleszewicze (biał. Пляшэвічы, Plaszewiczy; ros. Плешевичи, Pleszewiczi) – wieś na Białorusi, w obwodzie mińskim, w rejonie nieświeskim, w sielsowiecie Łań.
Znajduje się tu katolicka kaplica pw. św. Józefa.

## Historia
W XIX i w początkach XX w. położone były w Rosji, w guberni mińskiej, w powiecie słuckim, w gminie Pociejki. Istniał także folwark Pleszewicze należący do ordynacji nieświeskiej Radziwiłłów.
W dwudziestoleciu międzywojennym zaścianek leżący w Polsce, w województwie nowogródzkim, w powiecie nieświeskim, do 1 października 1927 w gminie Lisuny, następnie w gminie Łań. W 1921 miejscowość liczyła 257 mieszkańców, zamieszkałych w 44 budynkach, w tym 253 Polaków, 3 Białorusinów i 1 osobę innej narodowości. 232 mieszkańców było wyznania rzymskokatolickiego i 25 prawosławnego.
Pleszewicze położone były wówczas przy granicy ze Związkiem Sowieckim.
Po II wojnie światowej w granicach Związku Sowieckiego. Od 1991 w niepodległej Białorusi.

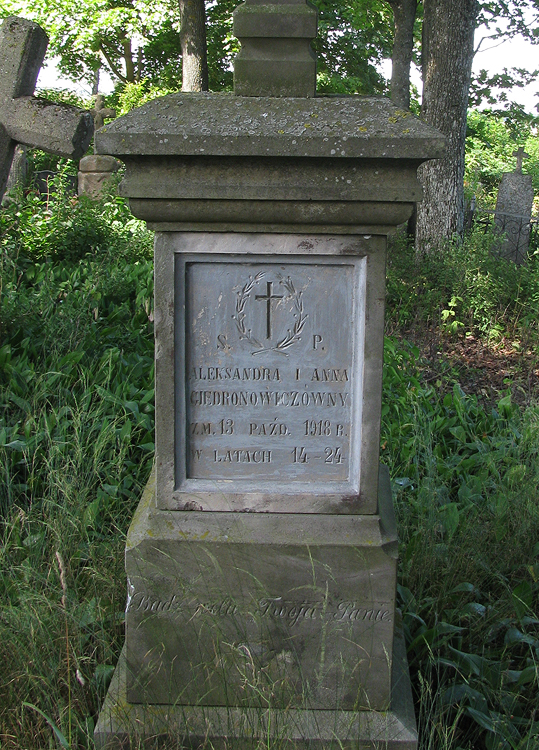
cmentarz w Pleszewiczach
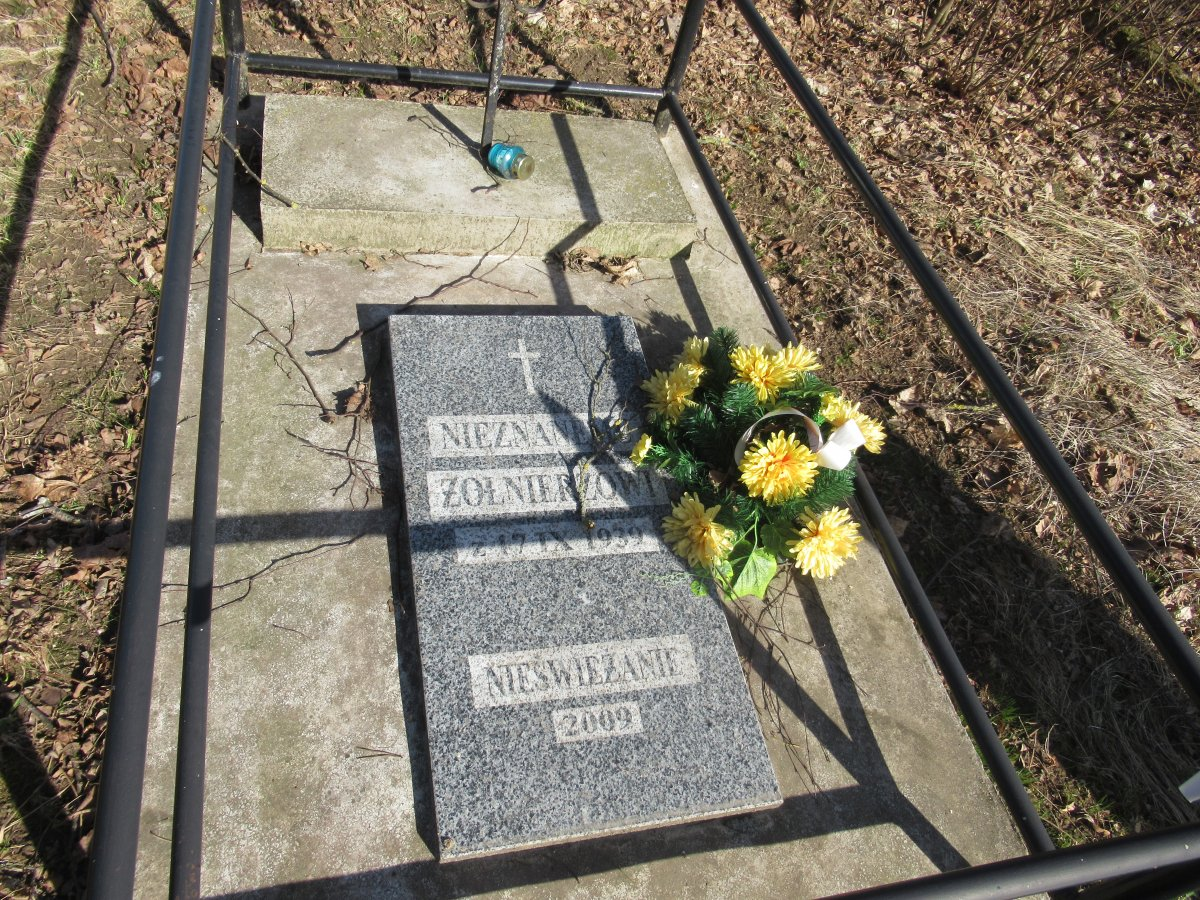
grób żołnierza polskiego w Pleszewiczach
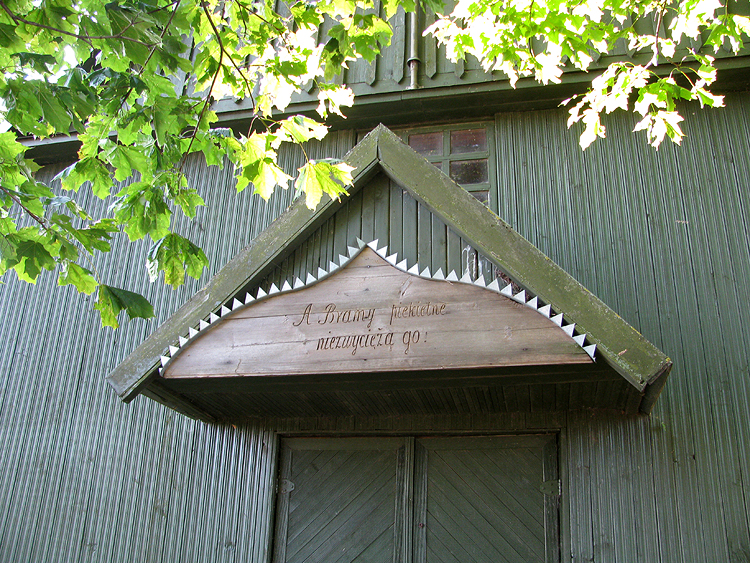
kaplica (detal)

## Ludzie związani z miejscowością
- Kazimierz Zubowicz Sęp (ur. w 1923 w Pleszewiczach) – żołnierz Armii Krajowej, powstaniec warszawski[4]